# II. Erzsébet brit királynő halála és temetése
2022. szeptember 8-án elhunyt II. Erzsébet, az Egyesült Királyság és a nemzetközösségi királyságok királynője, az anglikán egyház feje, a leghosszabb ideig trónon lévő brit uralkodó, 96 éves korában a Skóciában található balmorali kastélyban, azt követően, hogy orvosai megfigyelés alá helyezték aznap délelőtt. Halálát követően legidősebb fia, III. Károly, azonnal az Egyesült Királyság és a 14 nemzetközösségi állam királya lett. Halálának hivatalos bejelentése 18:30-kor (BST) történt.
Halálával megkezdődött az Operation London Bridge, ami a királynő halálát követő időszak terveit foglalta egybe, beleértve a temetését és az Operation Unicorn, ami egy hasonló tervezet volt, csak Skóciában. Az Egyesült Királyság 10 napos hivatalos nemzeti gyászidőszakba lépett. Temetését 2022. szeptember 19-én tartották, a Westminsteri apátság épületében.

## Háttér
A királynő életének nagy részét kiemelkedő egészségben töltötte, de 2021-ben és 2022-ben többször is ápolni kellett. 2021 októberében a brit sajtó híreket közölt, hogy az uralkodó sétabotot kezdett használni. Ugyanebben a hónapban, október 20-án kórházba szállították II. Erzsébetet, aminek következtében lemondták Észak-Írországba és a COP26-gyűlésre tervezett látogatását. Novemberben meghúzta a hátát, aminek következtében ki kellett hagynia a 2021-es világháborús megemlékezés napját.
2022 februárjában, a Covid19-pandémia közben egyike volt a több személynek a Windsori kastélyban, akinek Covid19-tesztje pozitív lett. Tüneteiről azt mondták, hogy egy megfázáshoz hasonlítanak, amiről a királynő azt mondta, hogy a vírus következtében „nagyon fáradt és kimerült lett.” Arra tekintve, hogy tudott, hogy a vírus hatása sokkal rosszabb idős emberekre nézve, a királynő egészségügyi állapotát többször is megkérdőjelezte a brit sajtó. Ennek ellenére március 1-jén a királynő visszatért mindennapi teendőihez. Ott volt Fülöp edinburgh-i herceg hálaadási megemlékezésén március 29-én, a Westminsteri apátságban, de nem tudott részt venni a Nemzetközösség Napján. Májusban 59 év után (1959-ben és 1963-ban terhességei miatt nem tudott részt venni az eseményen) először kihagyta a parlament megnyitását. Helyette a walesi herceg és a cambridge-i herceg jelent meg. A walesi herceg egyre több szerepet kapott a királynő élete utolsó hónapjaiban. Júniusban a királynő nem jelent meg saját hálaadásán, mikor uralkodásának 70. évét ünnepelték, azt követően hogy hivatalos születésnapjának ünneplésén nem tudott sokáig állni.
Szeptember 6-án, két nappal halála előtt a királynő elfogadta Boris Johnson lemondását, és kinevezte Liz Trusst utódjaként, mint az ország miniszterelnöke a balmorali kastélyban. A miniszterelnök kinevezése általában a Buckingham-palotában történt meg. Szeptember 7-én online megjelenése lett volna a Titkos tanáccsal a miniszterelnök beiktatására, de elhalasztották, miután orvosai azt javasolták, hogy pihenjen. Utolsó hivatalos közleményét ugyanezen a napon adta, kifejezte részvétét a saskatchewani késelések áldozatai felé.

## Idővonal
Minden időpont BST (UTC+01:00) időzónában van feltüntetve.

### Szeptember 8.

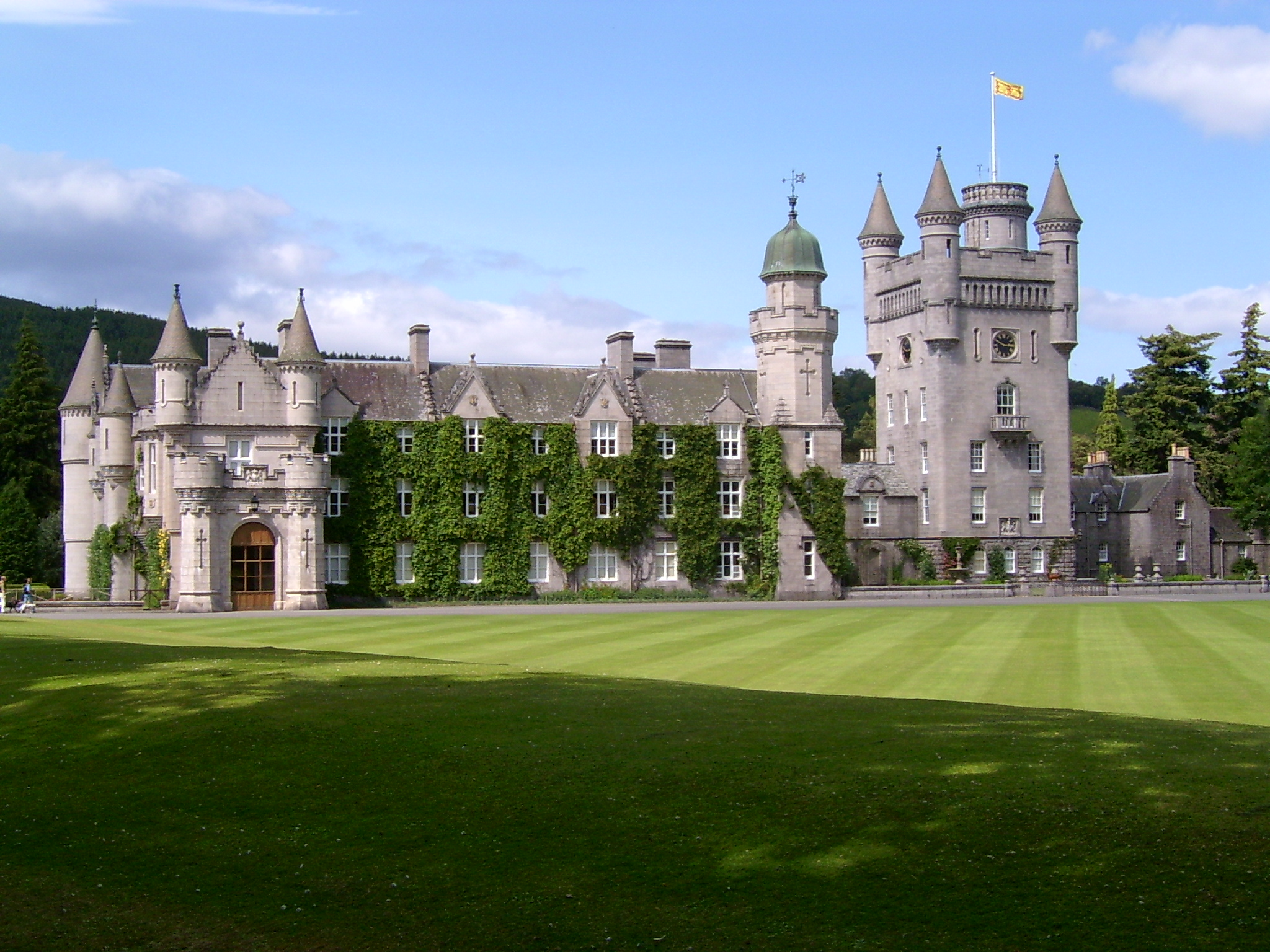
A balmorali kastély

06:50-kor a királynő helikoptere elhagyta a windsori kastélyt, hogy Skóciába szállítsa Károly herceget a balmorali kastélyba. 10:30-kor Károly megérkezett a kastélyba, ahol Anna hercegnővel találkozott, aki már korábban ott volt.

12:00-kor Liz Truss miniszterelnök és Angela Rayner, az ellenzék helyettes vezetője hírt kapott, hogy a királynő állapota rosszabbodott, egy rövid üzenet segítségével, ami körbejárta a parlamentet Keir Starmer beszéde közben. 12:30-kor a Buckingham-palota hivatalosan is bejelentette, hogy a királynő orvosi megfigyelés alatt ált a Balmorali kastélyban, miután orvosai kifejezték aggodalmukat egészségével kapcsolatban:
További megfigyeléseket követően a Királynő orvosai aggódnak Őfelsége egészségével kapcsolatban és azt javasolták, hogy maradjon megfigyelés alatt. A Királynő kényelemben van Balmoralban.
Sir Lindsay Hoyle házelnök az egész Ház nevében küldte jókívánságait a királynőnek, a parlamenti ülésen.
A hírek gyorsan terjedtek a királyi családon belül. Vilmos herceg, András herceg, Eduárd gróf és felesége, Zsófia, illetve Henrik herceg mind bejelentették, hogy úton voltak Balmoralba, míg a sussexi és a cambridge-i hercegnék Londonban maradtak. 12:40-kor a BBC One elhagyta megszokott programját, hogy a királynő egészségéről közvetítsen a nap hátralévő részében és a személyzet összes tagja feketébe öltözve jelent meg. Az összes nagy brit televízióadó (ITV, Channel 4, Channel 5) a királynő állapotáról közvetített. 14:30-kor Vilmos herceg, András herceg, Eduárd gróf és felesége, Zsófia repülője elhagyta a RAF Northolt támaszpontot, hogy az Aberdeeni repülőtérre szállítsa a családot.
A királynő 15:10-kor halt meg. A halotti anyakönyvi kivonatát 2022. szeptember 29-én hozták nyilvánosságra, okként az „idős kor” szerepelt.

16:30-kor Simon Case kabinetminiszter hivatalosan jelentette a halálesetet a miniszterelnöknek. 30 perccel később Vilmos herceg, András herceg, Eduárd gróf és Zsófia grófnő megérkeztek a kastélyhoz. A királynő halálát két órával később jelentették be, 18:30-kor. Twitteren osztotta meg a királyi család a következő közleményt:
A Királynő nyugalomban hunyt el Balmoralban ma délután. A Király és a Királyné Balmoralban marad ma este és holnap tér vissza Londonba.
A televízióadók nem sokkal később jelentették a királynő halálát. A BBC összes csatornáján (néhány kivétellel, mint a CBBC és a CBeebies gyermekcsatorna és az akkor nem közvetítő BBC Three és BBC Four) Huw Edwards olvasta fel a hivatalos közleményt, miután leadták a nemzeti himnuszt.
A Diana walesi hercegné halála után bevezetett protokoll szerint az ország zászlaját félárbócra eresztették a Buckingham-palotán, illetve a Downing Street 10. és a balmorali kastély épületein is. Skócia lobogóját és félárbócra eresztették a Holyroodhouse-palotán és a walesi a Cardiffi kastélyon.
20:00-kor Henrik herceg aki egyedül utazott, megérkezett Balmoralba.

### Szeptember 9.
III. Károly király és Kamilla királyné Balmoralból a Buckingham-palotához utazott, ahol üdvözölték a gyászoló tömeget a kapuk előtt. A király ezt követően találkozott Liz Truss miniszterelnökkel, mielőtt egy közvetített beszédet mondott volna. A Westminster-palotában a parlamenti képviselők összegyűltek, hogy megemlékezzenek a királynőről.
Károly első beszédében kihirdette a gyász időszakát, ami hét napig fog tartani a temetést követően. A királyi rezidencia összes zászlaját félárbócra eresztették a királyi zászló kivételével, ami a protokollal megegyezve és a királynő kérésére továbbra is eredeti helyzetében marad, mikor a király az épületben tartózkodik. Az összes királyi rezidenciát bezárták a temetés utánig. A Hyde Parkban, a Londoni Towernél, az Edinburgh-i várban, a Cardiffi kastélyban, a Caernarfoni várban, a York Museum Gardens-ben és a haditengerészet összes hajóján 96 lövéssel emlékeztek meg a királynőről. A templomharangokat is megszólították a Westminsteri apátságban, a Szent Pál-székesegyházban és országszerte több templomban. A Windsori kastélyban a Sebastopol Bell, amit csak a királyi család tagjainak halálakor szólaltatnak meg, 96-szor szólalt meg percenként 12:00 és 13:35 között. A kormány bejelentette, hogy a gyász időszaka alatt nem kell bezárnia a boltoknak és a sporteseményeket se kell lemondani.
A Szent Pál-székesegyházban 18:00-kor tartottak egy megemlékezést a királynőről, ahol több politikus és 2000 polgár is megjelent. Itt énekelték 70 év után először God Save the King szöveggel az Egyesült Királyság himnuszát. A miniszterelnök és a londoni püspök is beszédet mondott, továbbá a canterburyi érsek is felszólalt.

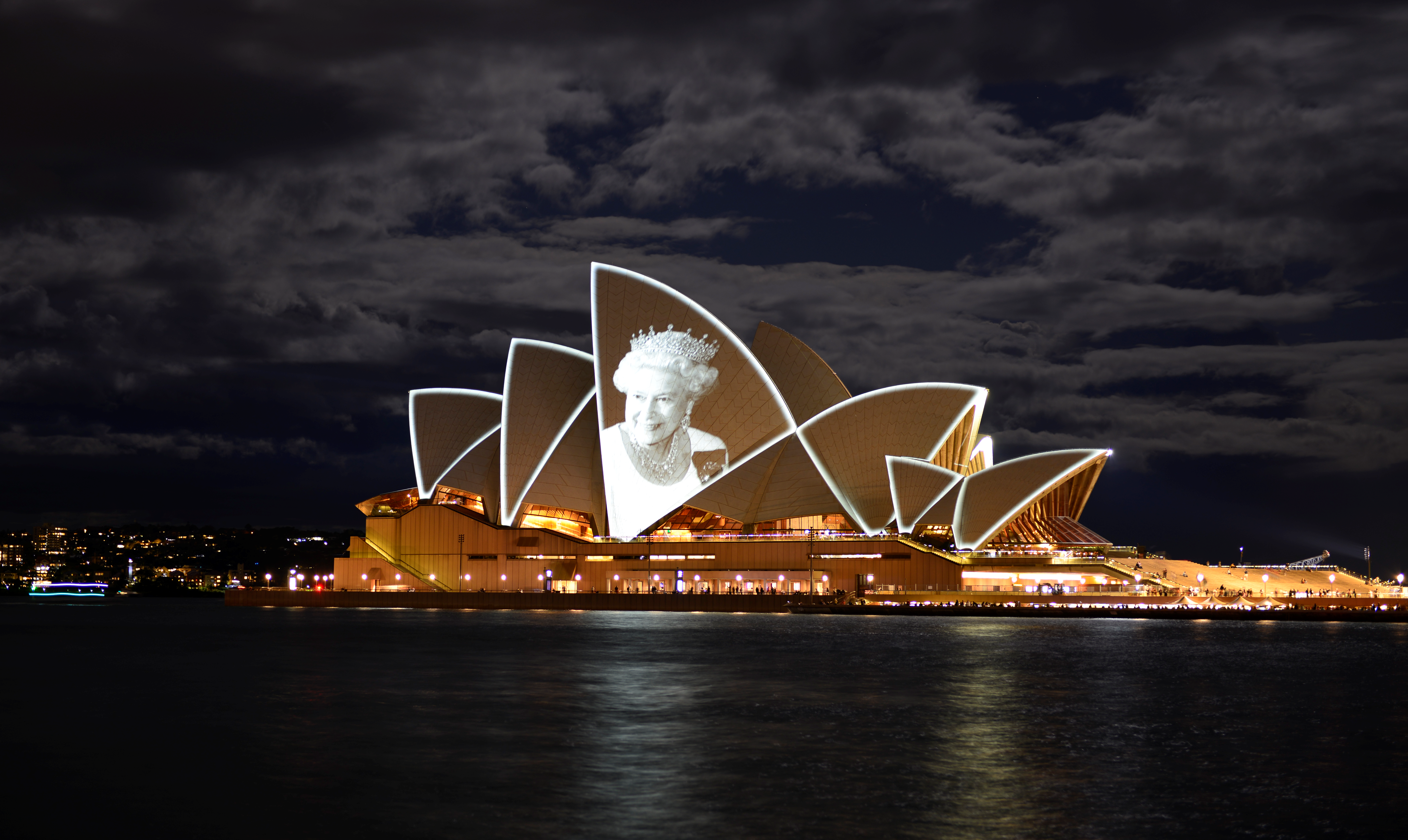
A Sydney-i Operaház szeptember 10-én.

### Szeptember 10.
11:00-kor a Londoni Towernél, a Cardiffi kastélyban, az Edinburgh-i várban, a Cornetban, Gibraltáron és több tengerészeti támaszponton is 21 lövéssel jelentették be III. Károlyt, mint II. Erzsébet utódja. A ceremóniát követően a király üdvözölte a tömeget a Buckingham-palota előtt. Edinburgh-ban lezártak több utat is, ahogy készültek a királynő testének Holyroodhouse-palotába való szállítására. Ezt követően a Szent Giles-székesegyházba szállítják a koporsót, ahol a nép tiszteletét adhatja a királynőnek. A skót főváros városi tanácsa szervezte az eseményt, a skót kormánnyal és rendőrséggel együtt. A királynő három fiatalabb gyereke, Anna hercegnő és férje Sir Timothy Laurence, András herceg, Eduárd gróf és felesége, illetve öt unokája Peter Phillips, Zara Tindall, Beatrix hercegnő, Eugénia hercegnő és Louise Mountbatten-Windsor Balmoralban emlékeztek meg az uralkodóról. A király fiai, Vilmos walesi herceg, Henrik sussexi herceg és feleségeik, Katalin walesi hercegné és Megán sussexi hercegné a Windsori kastélynál gyűltek össze. Az elidegenedett testvérek évek óta először jelentek meg együtt.
A parlament képviselői és Liz Truss esküt tettek III. Károlynak. A Buckingham-palota bejelentette, hogy a temetést szeptember 19-én tartják meg. A brit kormány a napot munkaszüneti napnak nevezte meg.

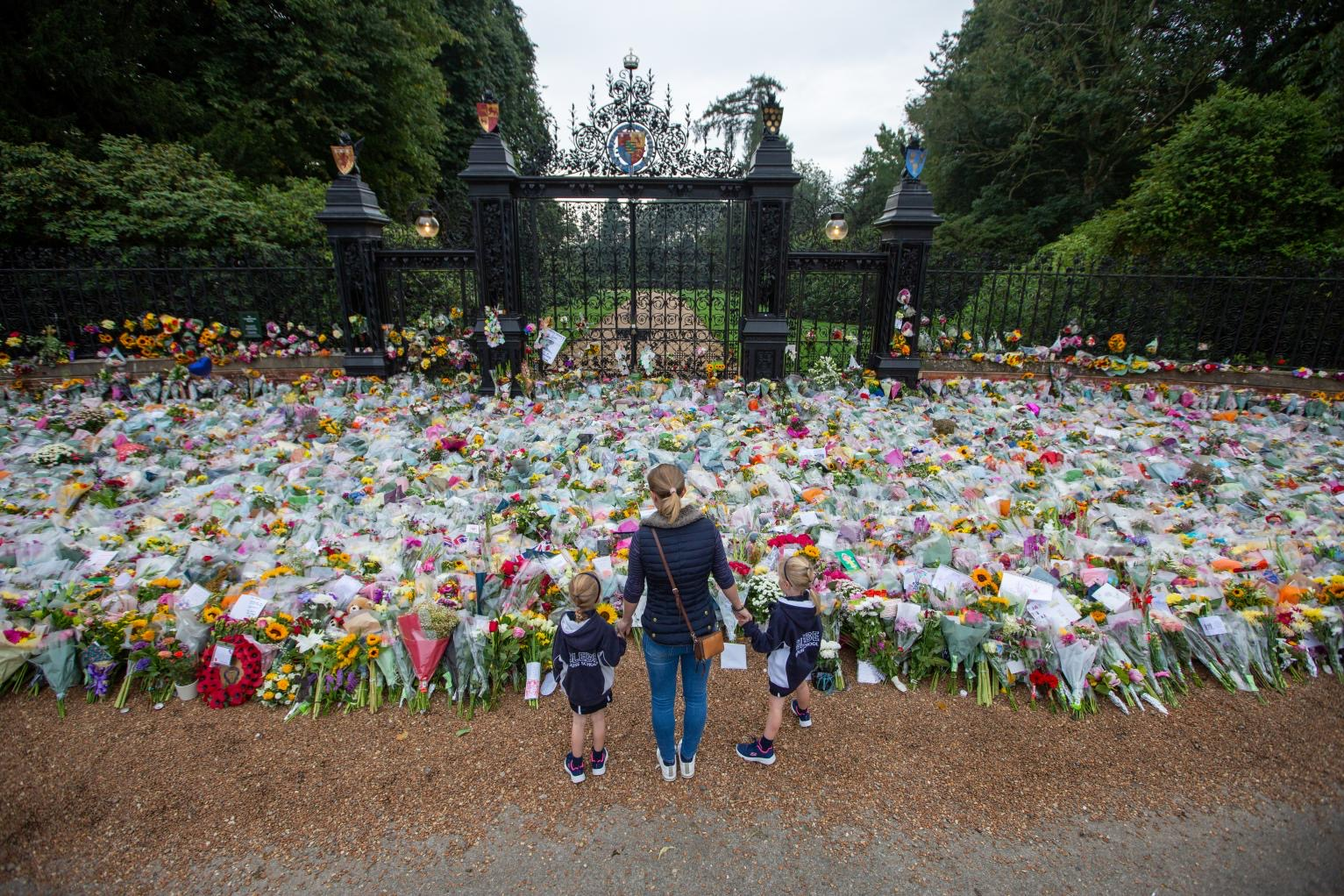
Virágok a Sandringham House előtt.

### Szeptember 11–17.
Szeptember 11-én 10:00-kor a királynő testét a balmorali kastélyból a Holyroodhouse-palotába szállítják Edinburgh-ba, ahol másnap délutánig marad. A hat órás út alatt át fog haladni Aberdeen, Angus, Dundee, Perth és Fife városain, mielőtt megérkezik a fővárosba, ahol olyan épületek mellett fog elhaladni, amiknek személyes kötődése volt a királynőhöz. Ezt követően a Szent Giles-székesegyházba szállítják a koporsót, ahol a nép tiszteletét adhatja az uralkodónak. A koporsót, amit a királyi zászló és a korona fog díszíteni, az Edinburgh-i repülőtérről a RAF Northoltra szállítják, Anna hercegnő kíséretével. Innen a Buckingham-palotába viszik, majd másnap Westminsteri apátság épületébe. Teste négy napig volt itt, a nép leróhatta tiszteletét a Westminster-palotában. A sor egy időben 8 km volt, 25 órás várakozási idővel.

### Szeptember 18.
A király találkozott Tuvalu, Antigua és Barbuda, illetve Pápua Új-Guinea miniszterelnökeivel a Buckingham-palotában. A Walesi hercegné találkozott Olena Volodimirivna Zelenszkával, Ukrajna elnökének feleségével. Több államfő is megjelent a palotában egy fogadáson.
18:00-kor Skóciában négy különböző helyen lejátszották a The Immortal Memoryt. 20:00-kor országszerte egy perces csendet rendeltek el a királynő tiszteletére. A Big Ben 20:00-kor és 20:01-kor ütött volna kétszer, de technikai hiba miatt ez elmaradt. Egy közleményben a király megköszönte a nép támogatását.

### Szeptember 19.

A királynő koporsója áthalad a Wellington Arch alatt

A temetés 11:00-kor kezdődött meg a Westminsteri apátság épületében. Ide 10:52-kor érkezett meg a koporsó, a kíséretben volt 142 tengerészgyalogos, III. Károly, Anna hercegnő, a York hercege, Wessex grófja, Wales hercege, Sussex hercege, Peter Phillips, Snowdon grófja, Gloucester hercege, Sir Timothy Laurence és a király háztartásának tagjai. Királyi felelősséggel nem rendelkező hercegek, mint York és Sussex hercege, nem viseltek katonai egyenruhát. A tenor harang a szertartás kezdete előtt 96-szor ütött és különböző szervezetek képviselői is megérkeztek az apátságba.
Miközben a koporsó a Westminsteri apátságon áthaladt, az apátság kórusa énekelt, James O’Donell vezetésével. Imákat vezetett vagy beszédet mondott Patricia Scotland, Liz Truss, Justin Welby, Stephen Cottrell, Vincent Nichols, Iain Greenshields és Helen Cameron. 11:55-kor két perces csend volt az elhunyt tiszteletére, ami közben egyetlen repülő se szállhatott fel a Heathrow repülőtérről. Délben előadták a nemzeti himnuszt.

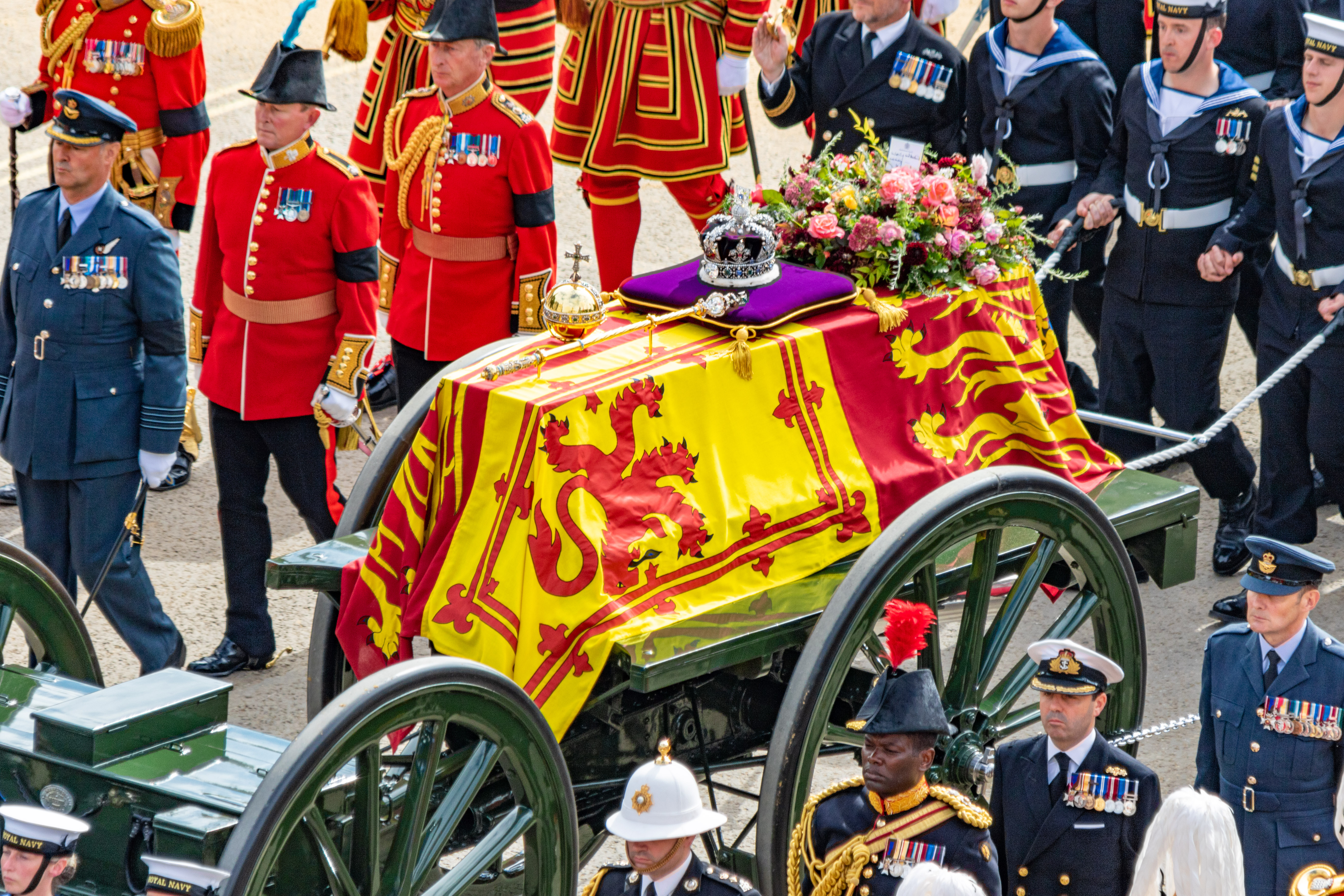
A koporsó Londonban, miután elhagyta a Westminsteri apátságot

12:15-kor a koporsó elhagyta az apátságot, a Wellington Arch diadalív felé haladva. A koporsót szállító hintót 98 katona húzta és a rendőrség követte. Őket III. Károly, Anna hercegnő, a York hercege, Wessex grófja, Wales hercege, Sussex hercege, Peter Phillips, Snowdon grófja, Gloucester hercege és Sir Timothy Laurence követte. A királyné, Wales hercegnéje, György herceg, Sarolta hercegnő, Wessex grófnéje, Sussex hercegnéje, Beatrix hercegnő, Eugénia hercegnő és Gloucester hercegnéje autókban követték a vonulókat. A Big Ben perceként ütött, ahogy a koporsó áthaladt a Broad Sanctuary-n, a Parliament Square-en, a Whitehallon, a Horse Guards Parade-en, a Horse Guards Roadon, a The Mallon és a Constitution Hillen. A diadalívnél elbúcsúztak a koporsótól, amit a halottaskocsiba helyeztek. A koporsó 13:37 körül kezdte meg útját Windsor felé Anna hercegnővel és Sir Timothy Laurence-szel, majd 15:06-kor érkezett meg a kastélyhoz. Útvonala a Cromwell Road, az A4, az A30 és az A308 utakon vezetett. Ezt követően megkezdte útját az épülethez vezető hosszú, közel egy órás sétaúton. A koporsót a hadsereg tagjai vették körbe, közvetlenül a halottaskocsi mögött pedig a királynő közeli hozzátartozói, mint III. Károly, Vilmos és Henrik hercegek sétáltak, a kastély bejáratánál csatlakoztak a menethez. Mögöttük autóban érkeztek rokonok, mint Kamilla királyné, Katalin, illetve Megán hercegnék és Zsófia grófnő. A királynő érkezése közben skótdudákon játszottak.
Az ezer katona által kísért koporsó 15:57-kor haladt át a kastély kapuján, a kápolnába 16:15-kor vitték be. A Szent György-kápolna közepén helyezték el, majd megkezdődött a szertartás, énekek és imák formájában. A királynő koporsója 16:49-kor tűnt el a föld alá, a királyi kriptába, amit a nemzeti himnusz eléneklése követett. A temetés családi körben, 19:30-kor történt meg, a VI. György emlékkápolnában, ahol férje mellé helyezték.

## Meghívott személyek

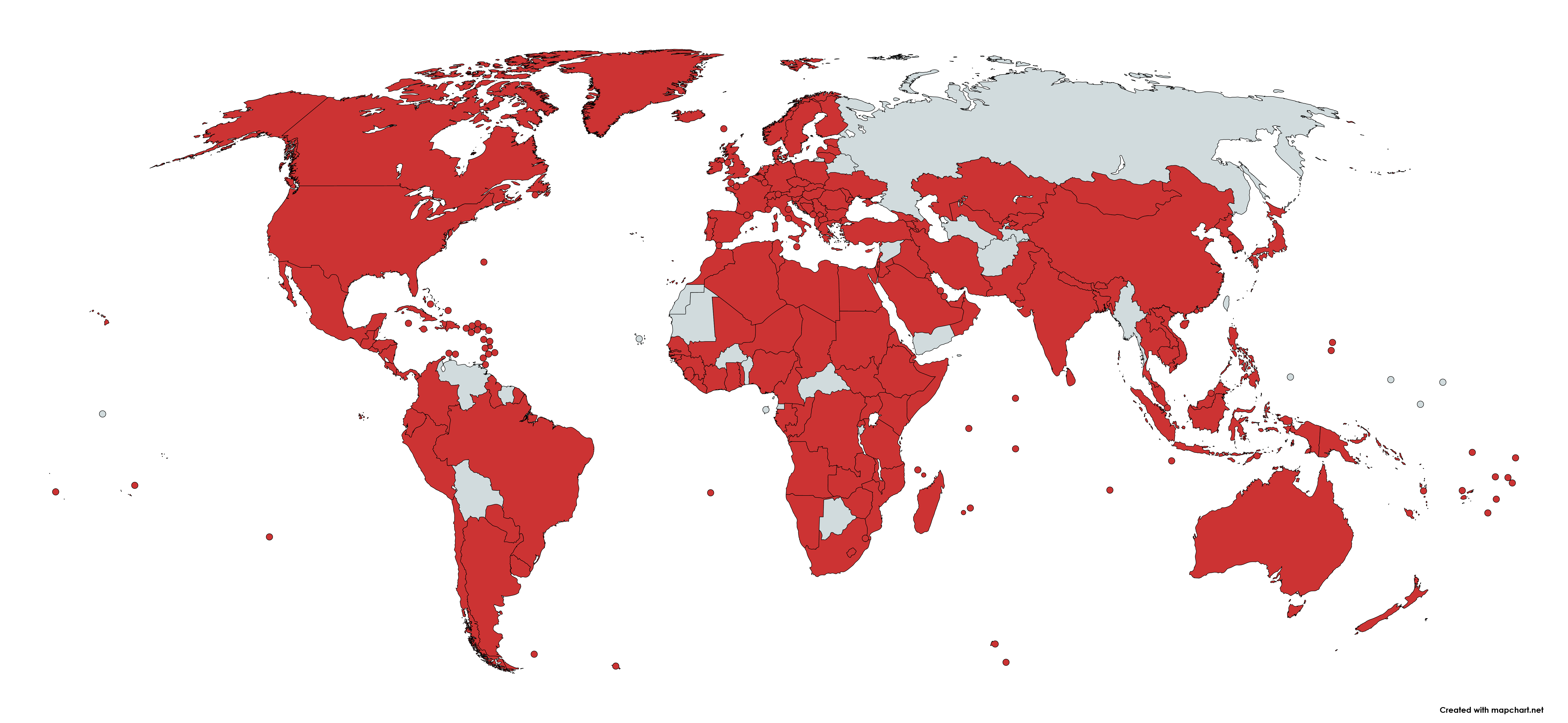
Országok, ahonnan legalább egy képviselő érkezett a temetésre

### A királyi család
A királynő leszármazottjai:
- A király és a királyné (a királynő fia és menye)
  - Wales hercege és hercegnéje (a királynő unokája és annak felesége)
    - György brit királyi herceg, (a királynő dédunokája)
    - Sarolta brit királyi hercegnő, (a királynő dédunokája)

  - Sussex hercege és hercegnéje (a királynő unokája és annak felesége)
- A királyi hercegnő és Sir Timothy Laurence (a királynő lánya és veje)
  - Peter Phillips (a királynő unokája)
  - Zara és Michael Tindall (a királynő unokája és annak férje)
- York hercege és hercegnéje (a királynő fia és annak volt felesége)
  - Beatrix hercegnő és Edoardo Mapelli Mozzi (a királynő unokája és annak férje)
  - Eugénia hercegnő és Jack Brooksbank (a királynő unokája és annak férje)
- Wessex grófja és grófnéje (a királynő fia és annak felesége)
  - Louise Mountbatten-Windsor (a királynő unokája)
  - Severn algrófja (a királynő unokája)

VI. György más leszármazottjai:
- Snowdon 2. grófja (unokaöcs)
  - Linley vikomt (unokaöccs fia)
  - Margarita Armstrong-Jones (unokaöccs lánya)
- Sarah Chatto és Daniel Chatto (unokahúg és annak férje)
  - Samuel Chatto (unokaöccs fia)
  - Arthur Chattol (unokaöccs fia)

V. György más leszármazottjai:
- Gloucester hercege és hercegnéje (a királynő unokatestvére és annak felesége)
  - Ulster grófja és grófnéje (unokatestvér fia és annak felesége)
    - Culloden úr (unokatestvér unokája)
    - Cosima Windsor úrhölgy (unokatestvér unokája)

  - Davina Windsor (unokatestvér lánya)
    - Senna Lewis (unokatestvér unokája)

  - Rose úrhölgy és George Gilman (unokatestvér lánya és annak férje)
    - Lyla Gilman (unokatestvér unokája)
- Kent hercege és családja (a királynő unokatestvére)
- Alexandra hercegné és családja (a királynő unokatestvére)
- Kent hercege és hercegnéje és családja (a királynő unokatestvére és annak felesége)

VII. Edward más leszármazottjai:
- Fife hercege és hercegnéje (másod unokatestvére és annak felesége)
- Lady Alexandra és Mark Etherington (másod unokatestvére és annak férje)

Viktória királynő más leszármazottjai:
- Burma Mountbatten grófnője (a királynő harmad unokatestvérének menye)
  - Alexandra úrnő és Thomas Hooper (harmad unokatestvér lánya és annak férje)
- Pamela Mountbatten (a királynő harmad unokatestvére)
  - India Flint Wood (harmad unokatestvér lánya)

Családok
- Bowes-Lyon-család
  - a királynő anyai unokatestvérei és azok házastársai
- Spencer-család
  - Charles Spencer
  - Karen Spencer
- Parker Bowles-család és Shand-család
  - Tom Parker Bowles
  - Laura Lopes
  - Annabel Elliot
- Middleton-család
  - Michael és Carole Middleton

### Külföldi királyi családok

#### Uralkodóházak tagjai
- Bahrein királya
- Belgium királya és királynéja[112][113]
- Bhután királya és királynéja
- Brunei szultánja
- Dánia királynője[114]
  -  Dánia koronahercege és koronahercegnéje[114]
- Mohamed bin Zayed Al Nahyan az Egyesült Arab Emírségek államfője
- Japán császára és császárnéja[115]
- Jordánia királya és királynéja[116][117]
  -  Hajá bin Husszein hercegnő
  -  Hasszán bin Talál herceg
- Katar emírje[118]
- Kuvait emírje[113]
- Lesotho királya[113]
- Liechtenstein hercege[119]
- Luxemburg nagyhercege és nagyhercegnéje[120]
- Malajzia királya és királynéje[121]
- VI. Mohammed marokkói király képviseletében Muláj Hasszán koronaherceg
- Monaco hercege és hercegnéje[118]
- Hollandia királya és királynéje[122]
  -  Beatrix holland királynő[122]
- Norvégia királya és királynéja[123]
- Omán szultánja
- Spanyolország királya és királynéja[124]
  -  I. János Károly spanyol király és Zsófia spanyol királyné[124]
- Svédország királya és királynéja[118]
- Faisal bin Turki Al Saud szaúdi herceg
- Tonga királya[125]

#### Nem uralkodóházak tagjai
- Badeni őrgróf[126]
- Bulgária cárja
- Görögország királya és királynéja[118]
- Jugoszlávia koronahercege[127]
- Māori király[128]
- Osztrák főherceg[129]
- Román korona őrzője és Radu román herceg[130]
- Velence hercege[131]

### Brit és brit tengerentúli területek politikai vezetői
- Liz Truss, az Egyesült Királyság miniszterelnöke
  -  Nicola Sturgeon, Skócia első minisztere
  -  Mark Drakeford, Wales első minisztere
- Sir Keir Starmer, A Királynő Hűséges Ellenzékének Vezetője
- Martyn Roper, a Kajmán-szigetek főkormányzója és Wayne Panton a Kajmán-szigetek államfője[132]
- Sir David Steel, Gibraltár kormányzója[133] és Fabian Picardo, Gibraltár főminisztere[133]
- John Major, az Egyesült Királyság korábbi miniszterelnöke
- Tony Blair, az Egyesült Királyság korábbi miniszterelnöke
- Gordon Brown, az Egyesült Királyság korábbi miniszterelnöke
- David Cameron, az Egyesült Királyság korábbi miniszterelnöke
- Theresa May, az Egyesült Királyság korábbi miniszterelnöke
- Boris Johnson, az Egyesült Királyság korábbi miniszterelnöke

### Nemzetközösség

#### Főkormányzók
- David Hurley, Ausztrália főkormányzója
- Dame Froyla Tzalam, Belize főkormányzója[134]
- Mary Simon, Kanada főkormányzója[135]
- Dame Cécile La Grenade, Grenada főkormányzója[136]
- Sir Patrick Allen, Jamaica főkormányzója[137]
- Dame Cindy Kiro, Új-Zéland főkormányzója[138]
- Sir Bob Dadae, Pápua Új-Guinea főkormányzója[139]
- Sir David Vunagi, Salamon-szigetek főkormányzója[140]

#### Nemzetközösségi államok állam- és kormányfői
- Anthony Albanese, Ausztrália miniszterelnöke[141]
- Sheikh Hasina, Banglades miniszterelnöke[142][143]
- Níkosz Anasztasziádisz, Ciprus elnöke[144]
- Cyril Ramaphosa, a Dél-afrikai Köztársaság elnöke[145]
- Draupadi Murmu, India elnöke[146]
- Andrew Holness, Jamaica miniszterelnöke[137]
- Justin Trudeau, Kanada miniszterelnöke[135][141]
- Ibrahim Mohamed Szoli, a Maldív-szigetek elnöke[147]
- George Vella, Málta elnöke[148]
- Hage Geingob, Namíbia elnöke
- Shehbaz Sharif, Pakisztán miniszterelnöke
- James Marape, Pápua Új-Guinea miniszterelnöke[139]
- Ranil Wickremesinghe, Srí Lanka elnöke[113]
- Tuimalealiʻifano Vaʻaletoʻa Sualauvi II, Szamoa államfője[149]
- Paula-Mae Weekes, Trinidad és Tobago elnöke[113]
- Jacinda Ardern, Új-Zéland miniszterelnöke[115][141]

#### Főbiztosok
- Ralph Goodale, az Egyesült Királyság főbiztosa Kanadában[135]

#### A Nemzetközösség titkársága
- Scotland Asthal bárónője, a Nemzetközösség főtitkára

### Államfők és miniszterelnökök
- Alexander Van der Bellen, Ausztria szövetségi elnöke[150]
- Jair Bolsonaro, Brazília elnöke és felesége Michelle Bolsonaro[151]
- Petr Fiala, Csehország miniszterelnöke[152][153]
- Jun Szogjol, Dél-Korea elnöke[154]
- Joe Biden, az Egyesült Államok elnöke és First Lady Jill Biden[115][141]
- Sztevo Pendarovszki, Észak-Macedónia elnöke és felesége Elizabeta Gjorgievska[155]
- Alar Karis, Észtország elnöke
- Sauli Niinistö, Finnország elnöke és felesége Jenni Haukio[156]
- Emmanuel Macron, Franciaország elnöke[115]
- Ekateríni Szakellaropúlu, Görögország elnöke[157]
- Zoran Milanović, Horvátország elnöke[158]
- Jichák Hercog, Izrael elnöke[159]
- Michael D. Higgins, Írország elnöke[160]
- Micheál Martin, Írország taoiseach-je[113][160]
- Kisida Fumio, Japán miniszterelnöke[161]
- Vjosa Osmani, Koszovó köztársasági elnöke
- Andrzej Duda, Lengyelország elnöke és felesége Agata Kornhauser-Duda[162]
- Egils Levits, Lettország elnöke[163]
- Gitanas Nausėda, Litvánia elnöke és First Lady Diana Nausėdienė[164]
- Novák Katalin, Magyarország köztársasági elnöke[165]
- Ibrahim Mohamed Solih, Maldív-szigetek elnöke[166]
- Maia Sandu, Moldova elnöke
- Frank-Walter Steinmeier, Németország szövetségi elnöke,[167] és felesége Elke Büdenbender[168]
- Sergio Mattarella, Olaszország köztársasági elnöke[167]
- Mohammad Stajjeh, Palesztina miniszterelnöke[113]
- Marcelo Rebelo de Sousa, Portugália elnöke[169]
- Klaus Johannis, Románia elnöke[170]
- Oscar Mina és Paolo Rondelli, San Marino régenskapitányai[171]
- Ignazio Cassis, Svájc elnöke[172]
- Aleksandar Vučić, Szerbia elnöke[173]
- Zuzana Čaputová, Szlovákia elnöke[174]
- Borut Pahor, Szlovénia elnöke[175]
- Recep Tayyip Erdoğan, Törökország elnöke[115]

### Külügyminiszterek és nagykövetek
- Javier Figueroa, Argentína nagykövete az Egyesült Királyságban[176]
- Antonia Urrejola, Chile külügyminisztere[177]
- Rafael Ortiz, Costa Rica nagykövete az Egyesült Királyságban[178]
- Igor Pokaz, Horvátország nagykövete az Egyesült Királyságban[158]
- Vang Ji, Kína külügyminisztere
- Álvaro Leyva, Kolumbia külügyminisztere[179]
- Marcelo Ebrard, Mexikó külügyminisztere[180]
- Narayan Khadka, Nepál külügyminisztere[181]
- Gyan Chandra Acharya, Nepál nagykövete az Egyesült Királyságban[181]
- José Manuel Albares, Spanyolország külügyminisztere[182]
- Francisco Bustillo, Uruguay külügyminisztere[183]
- Pietro Parolin, Vatikán államtitkára és Paul Gallagher, szentszéki diplomata[141]

### Más képviselők
- Charles Michel, az Európai Tanács elnöke[113][115]
- Ursula von der Leyen, az Európai Bizottság elnöke[113][115]
- Adilbek Kaszimaliev, Kirgizisztán miniszterkabinetjének helyettes elnöke[184]

### Meg nem hívott képviseletek
A következő országok nem kaptak meghívást:
- Afganisztánt nem hívták meg, mert az országoknak nincs diplomáciai kapcsolata.
- Fehéroroszországot nem hívták meg Ukrajna orosz inváziója miatt.[185]
- A Kínai Köztársaságot (Tajvan) nem hívták meg, mert az országoknak nincs hivatalos diplomáciai kapcsolata,[186] de Kelly Hsieh képviselő jelenlétét kérték.[187][188]
- Mianmar nem volt meghívva, mert a 2021-es puccsot követően Nagy-Britannia minimalizálta a diplomáciai kapcsolatokat a két ország között.
- Oroszország nem volt meghívva Ukrajna orosz inváziója miatt.[185]
- Szíria nem volt meghívva, mert a szíriai polgárháborút követően megromlott a két ország kapcsolata.
- Venezuela nem volt meghívva, mert a brit kormány Juan Guaidót tekinti elnöknek, akit a jelenlegi Maduro-kormány nem ismer el.

A következő országoknak csak nagyköveteit hívták meg:
- Észak-Korea
- Irán
- Nicaragua